# Michel Fabrizio

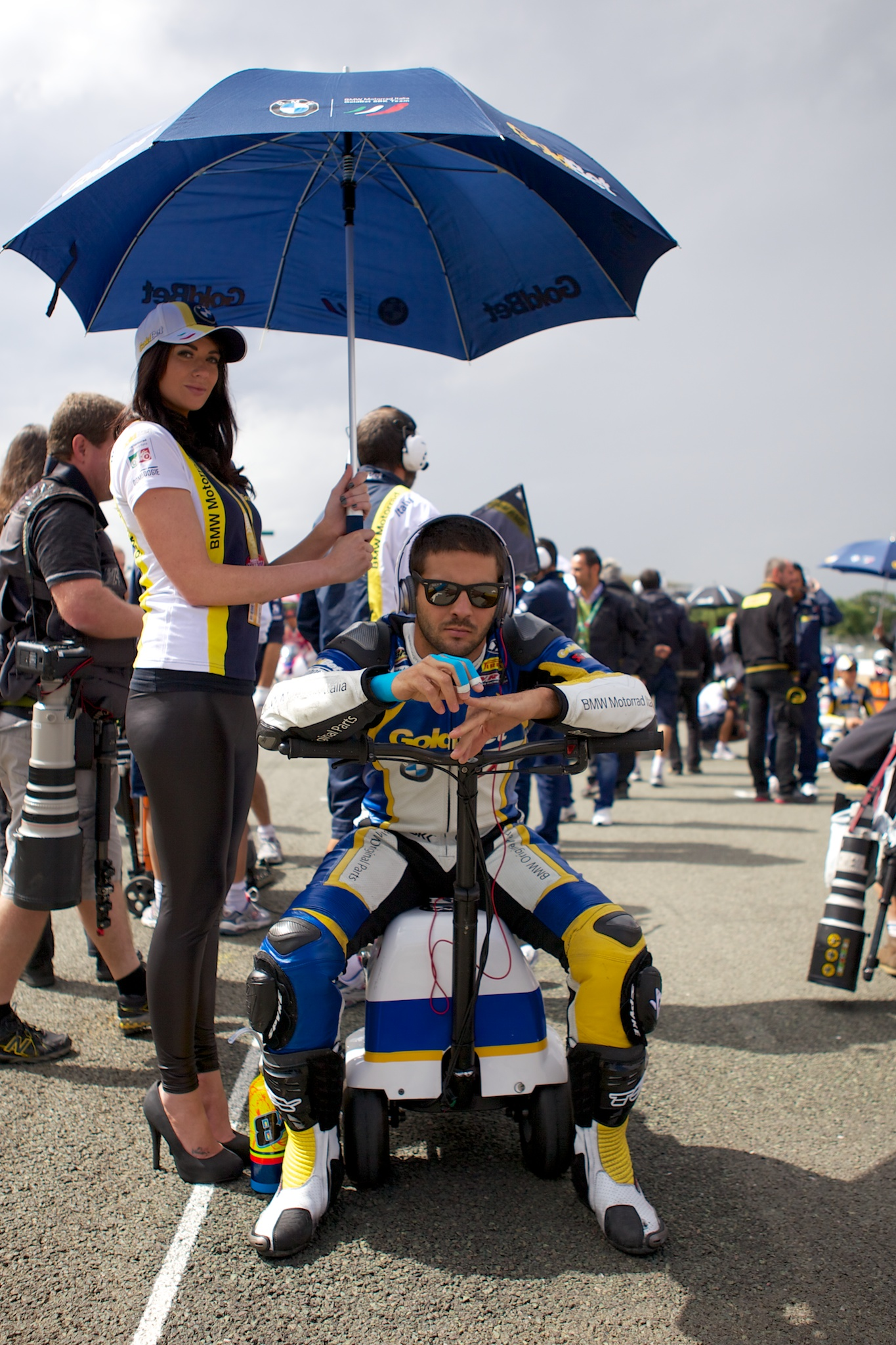
Michel Fabrizio 2012

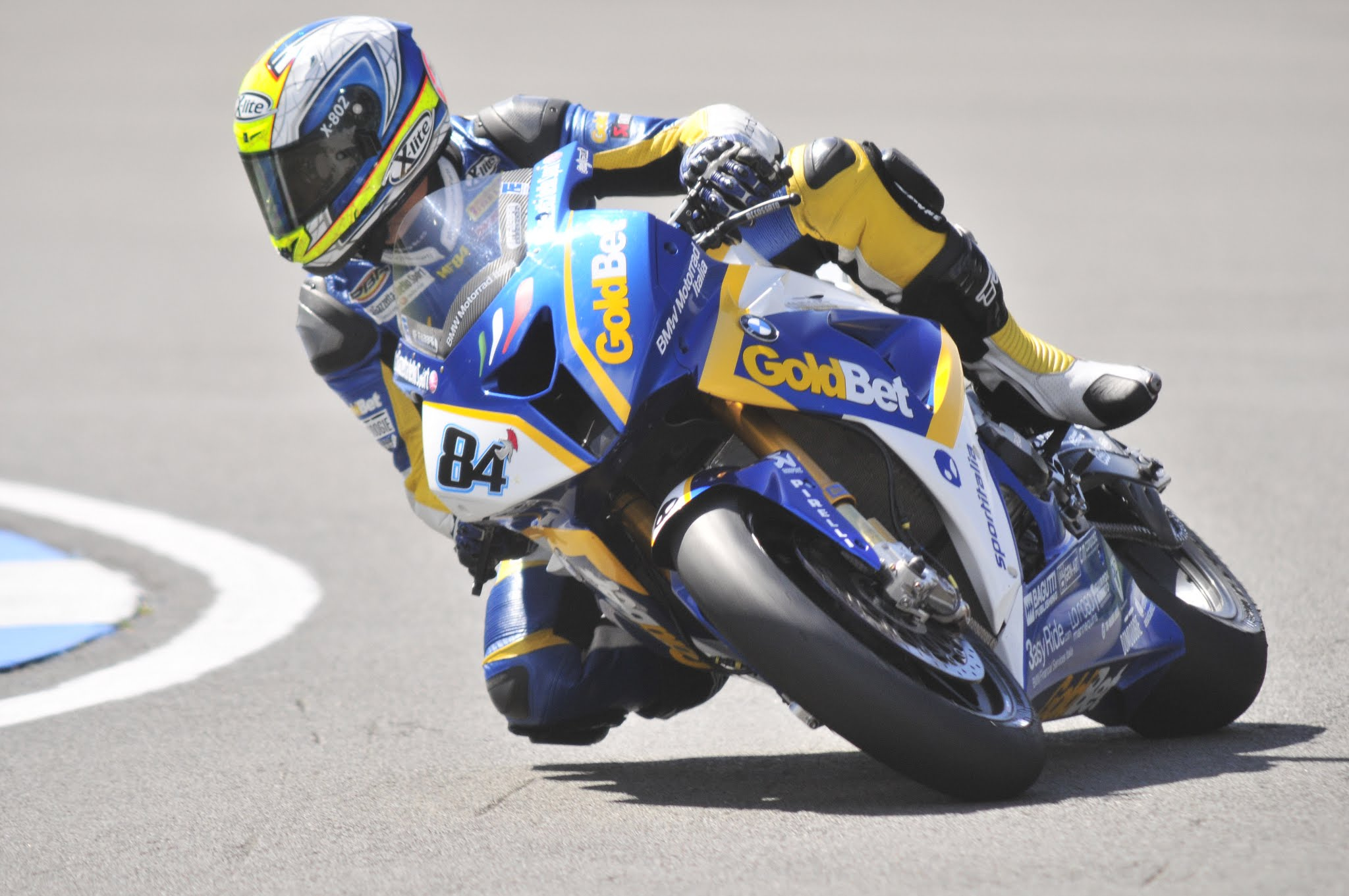
Michel Fabrizio 2012 auf BMW S1000RR

Michel Fabrizio (* 17. September 1984 in Frascati (RM)) ist ein italienischer Motorradrennfahrer.
In der Saison 2010 startet er für das Ducati-Werksteam in der Superbike-Weltmeisterschaft. Fabrizio tritt, in Anlehnung an sein Geburtsjahr, bevorzugt mit der Startnummer 84 an. Von seinen Fans wird er The Wizard (Der Zauberer) genannt.
Da Michel Fabrizios Vater ein großer Fan von Juventus Turin ist, nannte er seinen Sohn nach seinem Lieblingsfußballer, dem Franzosen Michel Platini, der in den 1980er Jahren bei Juventus spielte und zu dieser Zeit einer der besten Fußballer der Welt war.

## Karriere

### Anfänge
Michel Fabrizio wuchs in Rom auf. Im Alter von sechs Jahren begann er, Minimoto-Rennen zu bestreiten und gewann in der Folge einige Titel in dieser Kategorie. Im Jahr 2001 gewann er die Aprilia Challenge.

### 125-cm³-Weltmeisterschaft
In der Saison 2002 debütierte Michel Fabrizio auf einer Gilera im Team Italia in der 125-cm³-Klasse der Motorrad-Weltmeisterschaft. Er konnte jedoch nicht die gewünschten Resultate erzielen und kam nur zweimal in die Punkteränge, sein bestes Resultat war der 13. Platz beim Großen Preis von Japan in Motegi. Mit vier Punkten wurde er lediglich 31. der Gesamtwertung.

### Superstock-EM
Im Jahr 2003 wechselte Michel Fabrizio zum Team Alstare Suzuki Corona Extra des Belgiers Francis Batta, wo er eine Suzuki GSX-R 1000 im Superstock-1000-Klasse, der zur Motorrad-Europameisterschaft zählte, pilotierte. Fabrizio konnte die Meisterschaft nach einem spannenden Kampf mit seinem Landsmann Lorenzo Lanzi auf Anhieb gewinnen.

### MotoGP-Klasse
Für die Saison 2004 sollte Michel Fabrizio ursprünglich die Superbike-Weltmeisterschaft für Alstare Suzuki Corona Extra bestreiten. Aufgrund der Änderung des technischen Reglements, entschloss sich Suzuki jedoch dazu, in dieser Saison nicht an den Start zu gehen. Michel Fabrizio verlor somit kurz vor Saisonstart seinen Platz und musste sich nach einem anderen Arbeitgeber umsehen. Er bekam schließlich ein Angebot des Teams WCM für die MotoGP-Klasse der Motorrad-WM, das er annahm. Das Team litt an chronischem Geldmangel und startete nicht wie vorgeschrieben mit reinen Prototypen, sondern setzte modifizierte Yamaha-YZF-R1-Motoren ein, die auf das MotoGP-Reglement umgebaut waren, sowie mit unterlegenen Dunlop-Reifen. Das Motorrad war der Konkurrenz der großen japanischen und italienischen Werke hoffnungslos unterlegen und Fabrizio war folglich regelmäßig am Ende der Ergebnislisten zu finden. Beim Großen Preis von Spanien in Jerez konnte er im Regen jedoch sein ganzes Können unter Beweis stellen. Fabrizio fuhr auf den zehnten Platz und schlug damit beispielsweise Fahrer wie Loris Capirossi, Makoto Tamada oder Shin’ya Nakano. Dieses Ergebnis brachte ihm die Chance ein, beim Großen Preis von Portugal den verletzten Stammfahrer Shane Byrne bei Aprilia zu ersetzen. Michel Fabrizio konnte dieses Rennen zwar nicht beenden, hinterließ bei Aprilia aber einen positiven Eindruck.
Im September 2006 kehrte er in die MotoGP-Klasse zurück und sollte beim Grand Prix von Großbritannien im Honda-Team von Fausto Gresini den verletzten Toni Elías ersetzen. Diese großartige Chance wurde für Fabrizio jedoch zur großen Enttäuschung. Beim freien Training stürzte er, brach sich dabei das rechte Schlüsselbein und konnte beim Rennen nicht an den Start gehen.
Auch beim Großen Preis von Deutschland 2007 am Sachsenring ersetzte er bei Honda Gresini den wiederum verletzten Toni Elías. Fabrizio zeigte eine starke Leistung und wurde in dem von großer Hitze geprägten Rennen Zehnter.

### Supersport-WM
Nach seinem Engagement bei Aprilia in der MotoGP-Klasse kehrte Michel Fabrizio nicht zum WCM-Team zurück. Stattdessen wurde er von Honda, die mittlerweile auf ihn aufmerksam geworden waren, für die letzten Rennen der Supersport-Weltmeisterschaft 2004 verpflichtet. Der Vertrag sah außerdem vor, dass Fabrizio auch für 2005 in dieser Klasse starten sollte. Er pilotierte im italienischen Megabike-Team eine Honda CBR 600 RR und konnte 2005 zwei zweite, sowie drei dritte Plätze einfahren und die Supersport-Klasse als Sechster in der Gesamtwertung abschließen.
2021 wird Fabrizio nach 15 Jahren Pause in die Supersport-Weltmeisterschaft zurückkehren und eine Kawasaki Ninja ZX-6 R für Motozoo Puccetti Racing pilotieren.

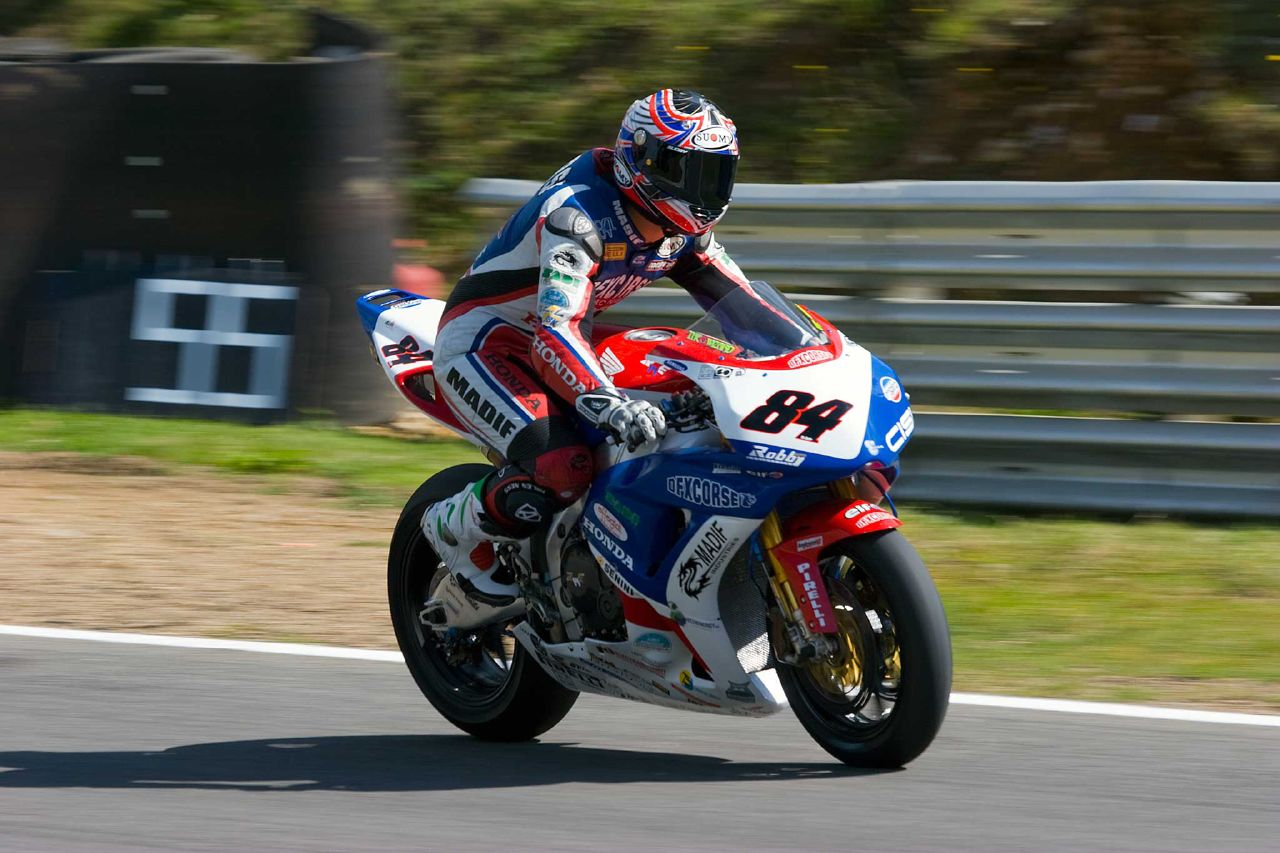
Fabrizio 2007 auf Honda

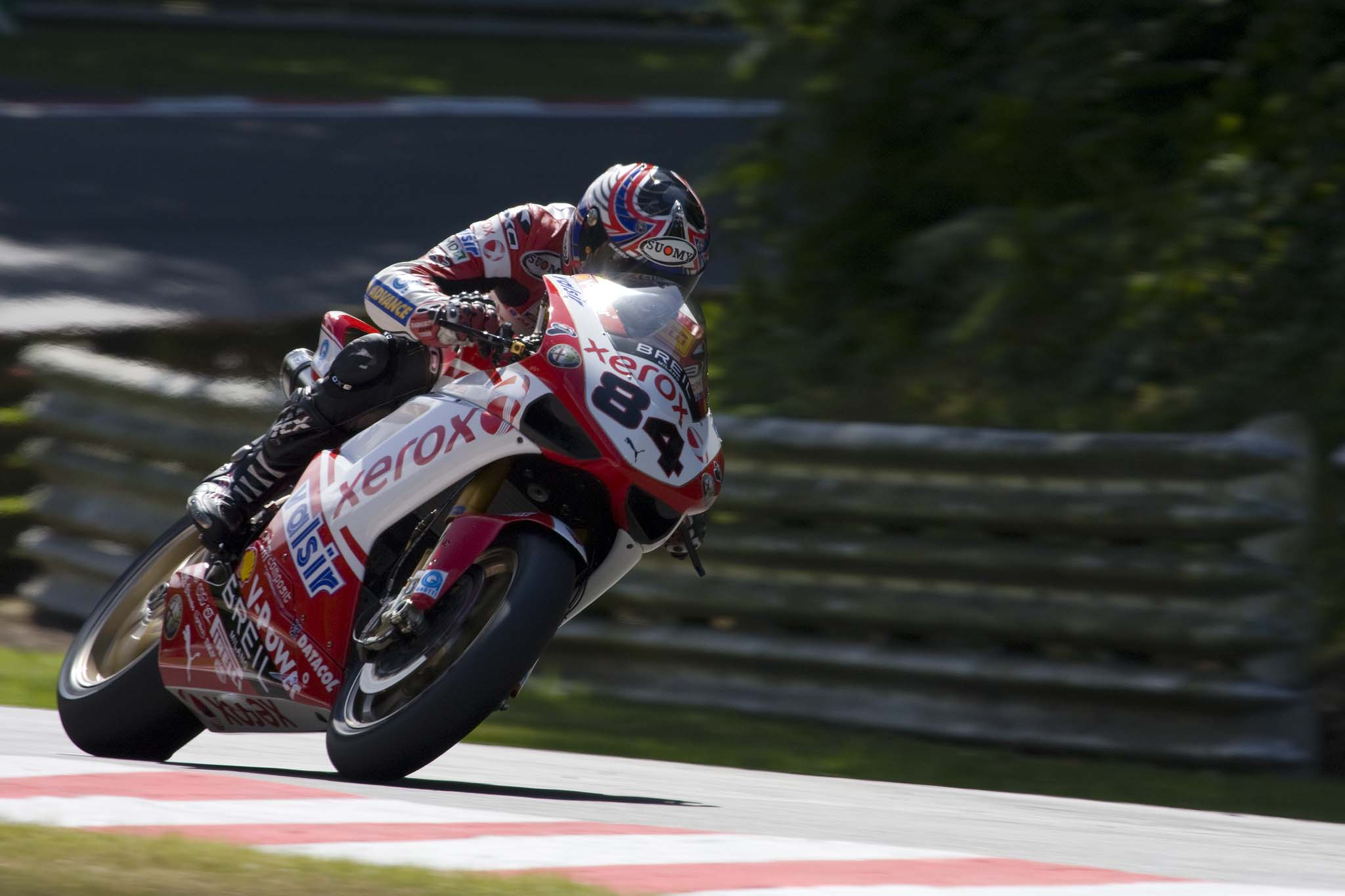
Michel Fabrizio 2008 auf Ducati 1098

### Superbike-WM
Zur Saison 2006 stieg Michel Fabrizio schließlich in die Superbike-Weltmeisterschaft auf und ging auf einer Honda CBR 1000 RR des italienischen DFX treme-Teams an den Start. Sein Teamkollege war der Routinier Pierfrancesco Chili, der nach der Saison seine aktive Karriere beendete und von dessen großer Erfahrung Fabrizio profitieren konnte. Seine besten Saisonresultate waren ein zweiter und ein dritter Platz im tschechischen Brünn, sowie ein dritter Rang im ersten Lauf in Assen. Mit 125 Punkten schloss Fabrizio die Weltmeisterschaft als Elfter und damit drittbester Honda-Pilot ab.
Auch 2007 startete Michel Fabrizio für DFX treme auf Honda in der Superbike-WM. Sein Teamkollege war der Australier Steve Martin. Pierfrancesco Chili arbeitete mittlerweile als Teammanager für den Rennstall. Fabrizio schaffte es, regelmäßig unter die besten zehn zu kommen, sein bestes Saisonresultat stellt der dritte Platz beim zweiten Lauf in Brünn dar. Mit 132 Zählern belegte er schließlich den elften Gesamtrang.
Zur Saison 2008 wechselte Michel Fabrizio ins Ducati-Werksteam und startete an der Seite des zweifachen Superbike-Weltmeisters Troy Bayliss auf der neuen 1200-cm³-Ducati-1098-F08. Bereits bei seinem dritten Rennen als Werkspilot erreichte der Italiener im ersten Lauf im australischen Phillip Island mit Rang drei seinen ersten Podestplatz. Insgesamt gelangen Fabrizio 2008 sieben Podiumsplatzierungen, jedoch kein Sieg. In der Gesamtwertung belegte er mit 223 Zählern den achten Rang.
In der Saison 2009 geht Michel Fabrizio weiterhin für das Ducati-Werksteam an den Start. Sein neuer Teamkollege ist der Japaner Noriyuki Haga, der den Platz des als Weltmeister zurückgetretenen Troy Bayliss einnahm. Bereits vor Saisonbeginn sorgte der Italiener mit Bestzeiten bei Testfahrten im südafrikanischen Kyalami für Aufsehen. In die Saison startete Fabrizio mit den Rängen vier und fünf in Australien, danach folgte ein Doppelausfall in Losail (Katar). Am 10. Mai 2009 konnte der Italiener auf der Hochgeschwindigkeitsstrecke im heimischen Monza seinen ersten Laufsieg in der Superbike-WM feiern. Er setzte sich im ersten Rennen des Tages in einem spannenden Kampf gegen seinen Teamgefährten Haga durch, nachdem der vor der letzten Kurve noch führende US-Amerikaner Ben Spies wegen Spritmagels ausgefallen war. Im zweiten Rennen wurde Fabrizio hinter Spies Zweiter.
Am 16. August ersetzte Michel Fabrizio beim Großen Preis von Tschechien 2009 den Finnen Mika Kallio im Pramac-Ducati-Team. Dieser wiederum vertrat im Ducati-Werksteam den Australier Casey Stoner, der krankheitsbedingt nicht antrat. Fabrizio musste das Rennen jedoch bereits nach wenigen Runden verletzungsbedingt aufgeben.
Für 2010 wurde Fabrizio bereits im Ducati-Werksteam bestätigt, sein Teamkollege wird weiterhin Noriyuki Haga sein.

## Statistik

### Ergebnisse
- 2002 – Motorrad-WM (125-cm³-Klasse), Team Italia, 31., 4 Punkte
- 2003 – Superstock-1000-EM, Alstare Suzuki Italia, Meister, 140 Punkte (4 Siege, 5 Podien, 3 Pole-Positions, 2 Schnellste Rennrunden)
- 2004 – Supersport-WM, Italia Megabike, 2 Rennen, 27., 9 Punkte
- 2004 – Motorrad-WM (MotoGP-Klasse), WCM / MS Aprilia Racing, 10 Rennen, 22., 8 Punkte
- 2005 – Supersport-WM, Italia Megabike, 5., 138 Punkte (5 Podien, 1 Pole-Position, 2 Schnellste Rennrunden)
- 2006 – Superbike-WM, D.F.X. Treme, 11., 125 Punkte (3 Podien)
- 2007 – Superbike-WM, D.F.X. Corse, 11., 132 Punkte (1 Podium)
- 2007 – Motorrad-WM (MotoGP-Klasse), Honda Gresini, 1 Rennen, 20., 6 Punkte
- 2008 – Superbike-WM, Ducati Xerox Team, 8., 223 Punkte (7 Podien, 2 Schnellste Rennrunden)
- 2009 – Superbike-WM, Ducati Xerox Team, 3., 382 Punkte (3 Siege, 15 Podien, 1 Pole-Position, 6 Schnellste Rennrunden)
- 2009 – Motorrad-WM (MotoGP-Klasse), Pramac Racing, 1 Rennen, 22., 0 Punkte
- 2010 – Superbike-WM, Ducati Xerox Team, 8., 195 Punkte (1 Sieg, 6 Podien, 1 Schnellste Rennrunde)
- 2011 – Superbike-WM, Team Suzuki Alstare, 12., 152 Punkte (1 Podium, 1 Schnellste Rennrunde)
- 2012 – Superbike-WM, BMW Motorrad Italia GoldBet, 11., 137,5 Punkte (1 Podium)
- 2013 – Superbike-WM, Red Devils Roma / Pata Honda World Superbike, 7., 188 Punkte (1 Podium)
- 2014 – Superbike-WM, Iron Brain Grillini Kawasaki, 32., 2 Punkte
- 2014 – Motorrad-WM (MotoGP-Klasse), Octo IodaRacing Team, 2 Rennen, 28., 0 Punkte
- 2015 – Superbike-WM, Althea Racing, 25., 13 Punkte
- 2021 – Supersport-WM, Motozoo Puccetti Racing, 37., 6 Punkte

### In der Supersport-Weltmeisterschaft
(Stand: Saisonende 2021)
| Saison | Team                    | Motorrad              | Rennen | Siege | Zweiter | Dritter | Poles | Schn. Rennrunden | Punkte | Ergebnis |
| ------ | ----------------------- | --------------------- | ------ | ----- | ------- | ------- | ----- | ---------------- | ------ | -------- |
| 2004   | Italia Megabike         | Honda CBR600RR        | 2      | –     | –       | –       | –     | –                | 9      | 27.      |
| 2005   | Italia Megabike         | Honda CBR600RR        | 12     | –     | 2       | 3       | 1     | 2                | 138    | 5.       |
| 2021   | Motozoo Puccetti Racing | Kawasaki Ninja ZX-6 R | 15     | –     | –       | –       | –     | 1                | 6      | 37.      |
| Gesamt | Gesamt                  | Gesamt                | 29     | 0     | 2       | 3       | 1     | 3                | 153    |          |

## Verweise